# Who’s Your Daddy? (singel Lordi)
Who's Your Daddy? – drugi singel promujący album "The Arockalypse" fińskiego zespołu hardrockowego Lordi.

## Lista utworów

### Fińska edycja
1. "Who's Your Daddy?" (decapitated radio edit) – 3:26
2. "Who's Your Daddy?" (neutered version) – 3:27
3. "Devil Is a Loser" (na żywo) – 4:08

### Niemiecka edycja
1. "Who's Your Daddy?" (decapitated radio edit) – 3:26
2. "Devil Is a Loser" (na żywo) – 4:08

### Niemiecka edycja specjalna
1. "Who's Your Daddy?" (decapitated radio edit) – 3:26
2. "EviLove" – 3:58
3. "They Only Come Out at Night" – 3:39
4. "Devil Is a Loser" (na żywo) – 4:08

## Teledysk
Wideoklip ukazuje halę wrotkarską, w której uwięziony zostaje pewien mężczyzna. Grupa tancerek, w tym jego dziewczyna, zostaje opętana przez zespół Lordi, a kiedy piosenka dobiega końca, tancerki prawdopodobnie zabijają chłopaka.

## Twórcy
- Mr. Lordi – śpiew
- Amen – gitara elektryczna
- Kalma – gitara basowa
- Kita – instrumenty perkusyjne
- Awa – instrumenty klawiszowe
- OX – gitara basowa ("Devil Is a Loser")
- Udo Dirkschneider – śpiew ("They Only Come Out at Night")